# Leeroy Thornhill
Leeroy Thornhill (* 8. října 1968, Barking, Velký Londýn) je britský hudebník, dříve tanečník a klávesista (na koncertech) britské hudební skupiny The Prodigy. Vlastní práci produkoval pod jmény Longman a Flightcrank. Narodil se v Barkingu, ale vyrůstal v Rayne poblíž Braintree v Essexu. V mládí byl fanouškem fotbalu a hudebníka Jamese Browna. Thornhill vstoupil do The Prodigy spolu s Keithem Flintem poté, co potkali Liama Howletta v místním rave klubu. Oba tancovali na živých vystoupeních skupiny. Thornhill je vysoký 200 cm, o hlavu vyšší než Flint (vysoký 170 cm) jeho styl tance může být popsán jako „běh na místě“ ('technical running on the spot'). Tento taneční styl měl velký vliv na vývoj undergroundového rave tanečního stylu Melbourne Shuffle, Thornhill proto o svém tanci mluvil v Melbourne Shuffler, dokumentu o undergroundém tanci.
Thornhill v roce 2000 opustil skupinu a vytvořil několik EP pod jmény Longman a Flightcrank, tyto projekty ale nebyly příliš úspěšné. Nyní dělá DJ na velkých akcích a je stále v kontaktu s The Prodigy. Dělal podporujícího DJ i během koncertního turné The Prodigy 'Their Law'. Byl zasnoubený se Sarou Cox, DJkou na BBC Radio 1, ale rozešli se v červnu roku 2000.
Také remixoval skladby jiných umělců, např. Nuvole Rapide italské rockové skupiny Subsonica.
Thornhill nyní spolupracuje s DJ Hyper a působí na jejich živých představeních.
Jeho posledním projektem bylo vytvoření nahrávací společnosti Electric Tastebuds, zabývající se stylem nu skool breaks. Ta nedávno začala spolupracovat s breakbeatovou skupinou The Wrongstar Society.
V říjnu roku 2008 byl vytvořen videoklip k "Everything U Need", skladbě Thornhillova projektu Smash Hi-Fi. Video režírovali Philip Carrer a Bleeding Apple.